# Норрботтен (ландскап)
Норрботтен (швед. Landskap Norrbotten) — історична провінція (ландскап) у північній частині північної Швеції, в регіоні Норрланд. Існує лише як історико-культурне визначення. Територіально входить до складу лену Норрботтен.

## Географія
Норрботтен межує на північному сході з Фінляндією, на заході з Лапландією, на півдні з Вестерботтеном, а з південного сходу — омивається водами Ботнічної затоки.

## Історія
Вестерботтен у 1810 році був розділений на дві частини. Північна частина отримала назву Норрботтен і стала окремим ландскапом.

## Адміністративний поділ
Ландскап Норрботтен є традиційною провінцією Швеції і не відіграє адміністративної ролі.

### Населені пункти
Більші міста й містечка:
- Лулео
- Пітео
- Калікс
- Гапаранда
- Буденс

## Символи ландскапу
- Рослина: мамура
- Тварина або птах: лебідь-кликун, кукша тайгова
- Риба: ряпуха

## Галерея

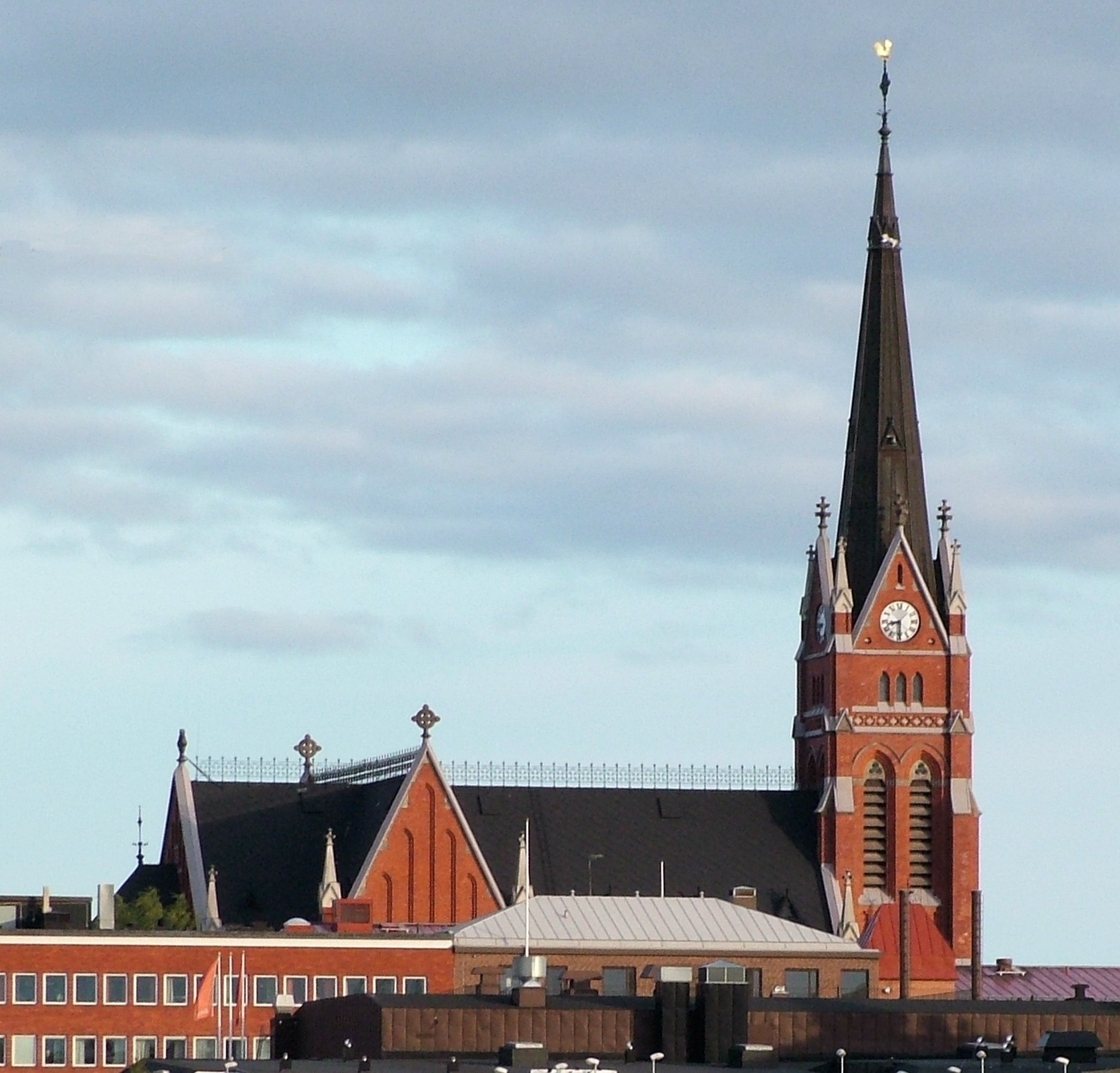
Кафедральний собор у Лулео
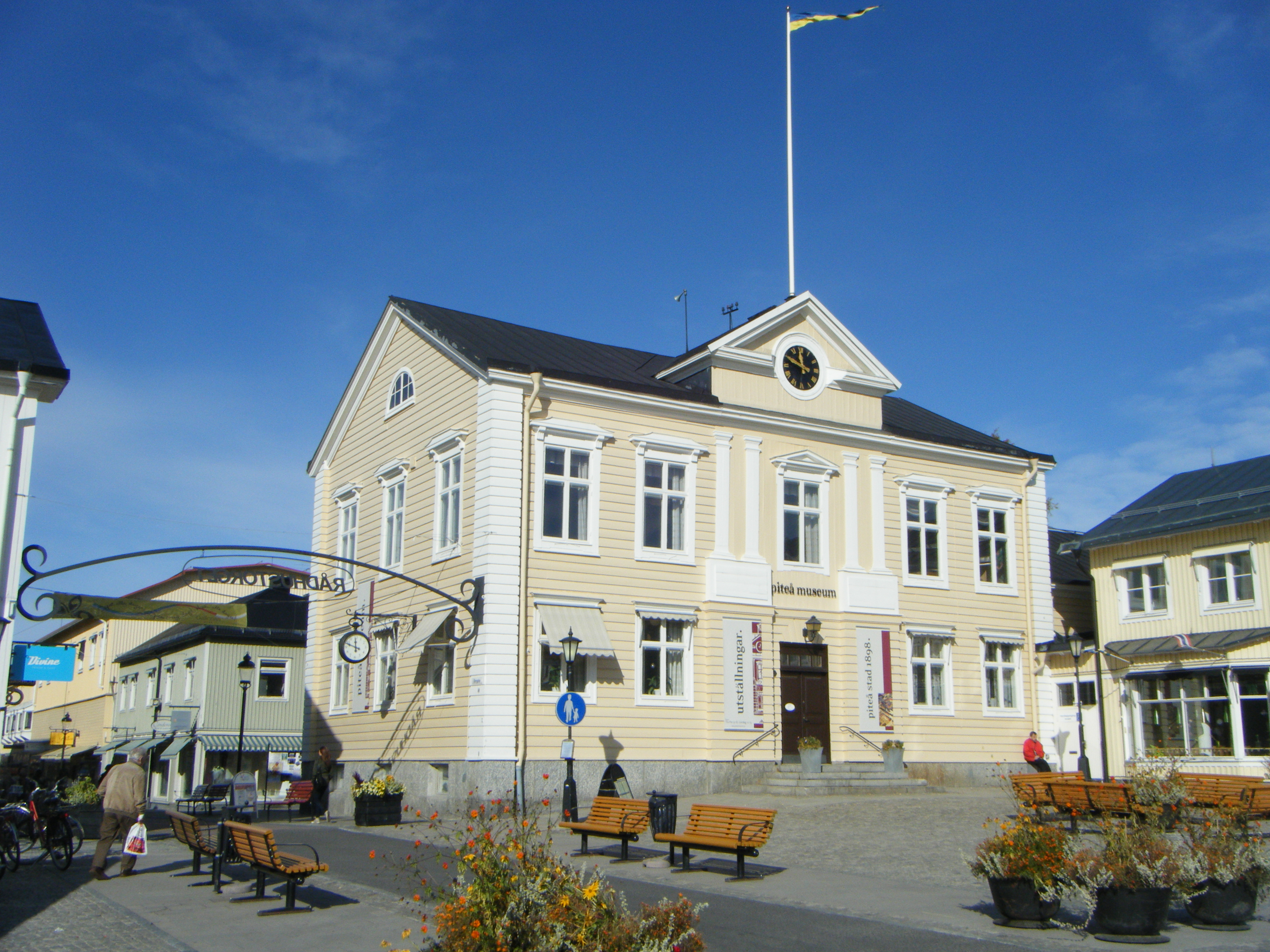
Музей у Пітео
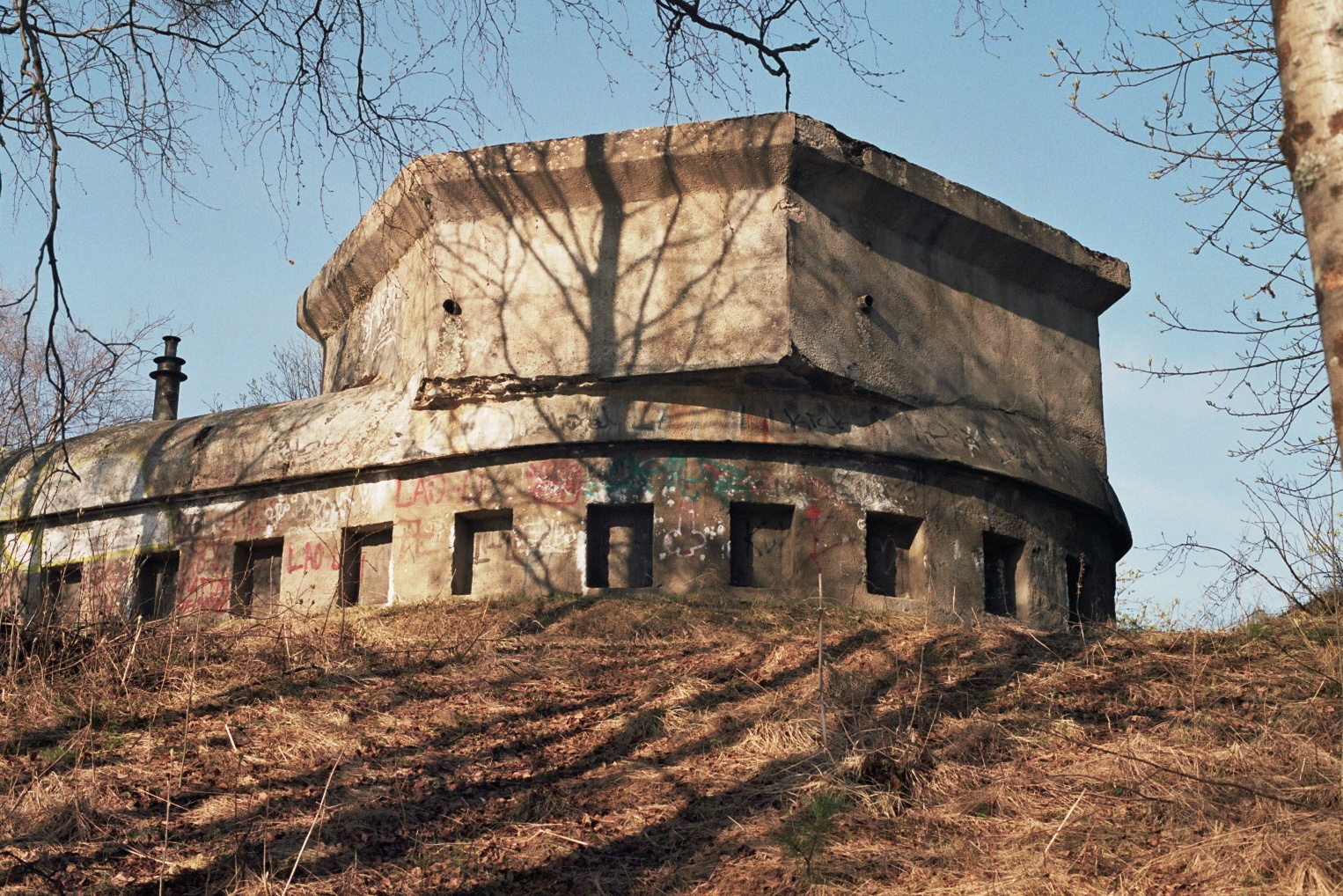
Бункер у Гапаранді
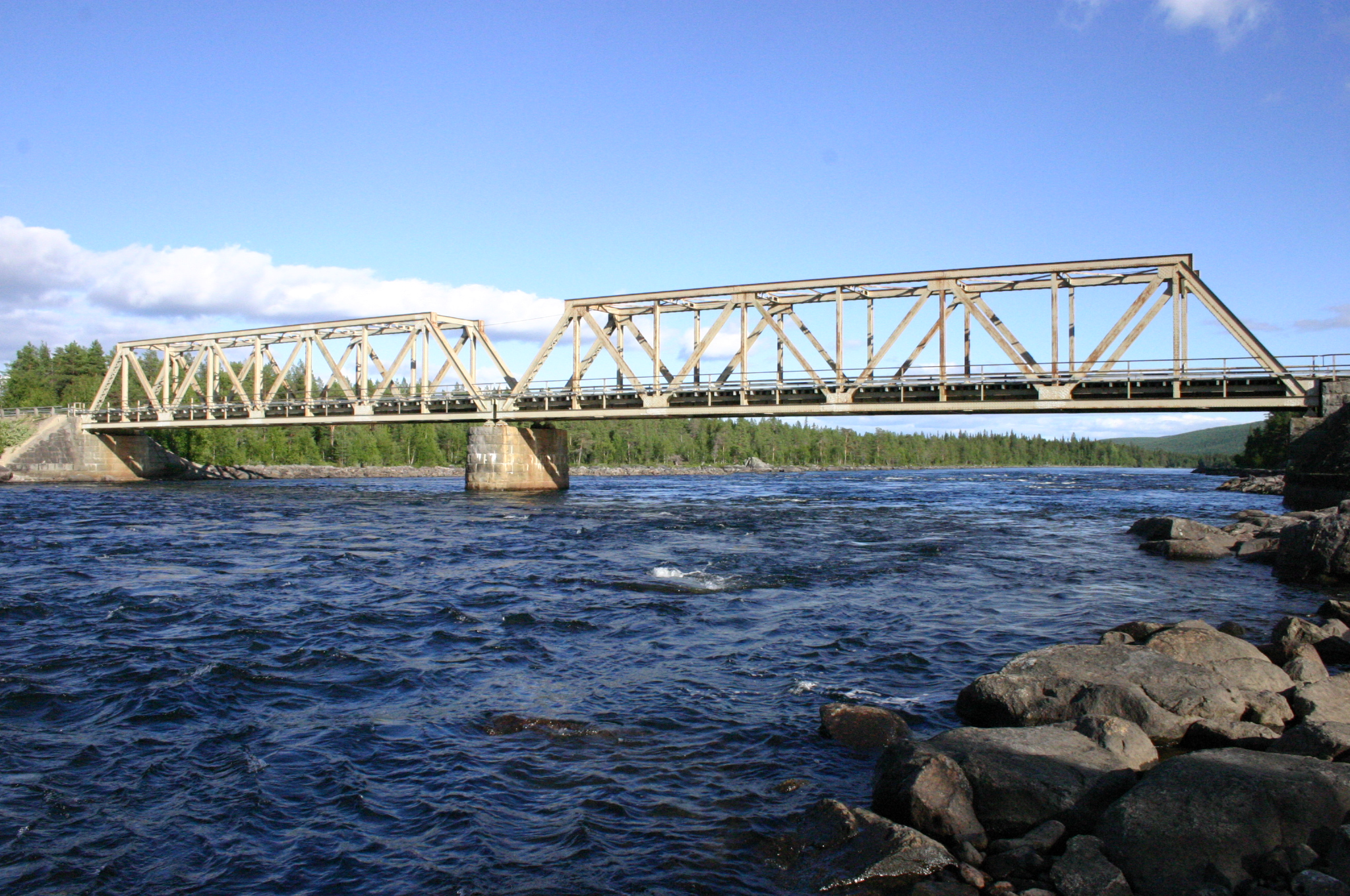
Міст через Пітеельв
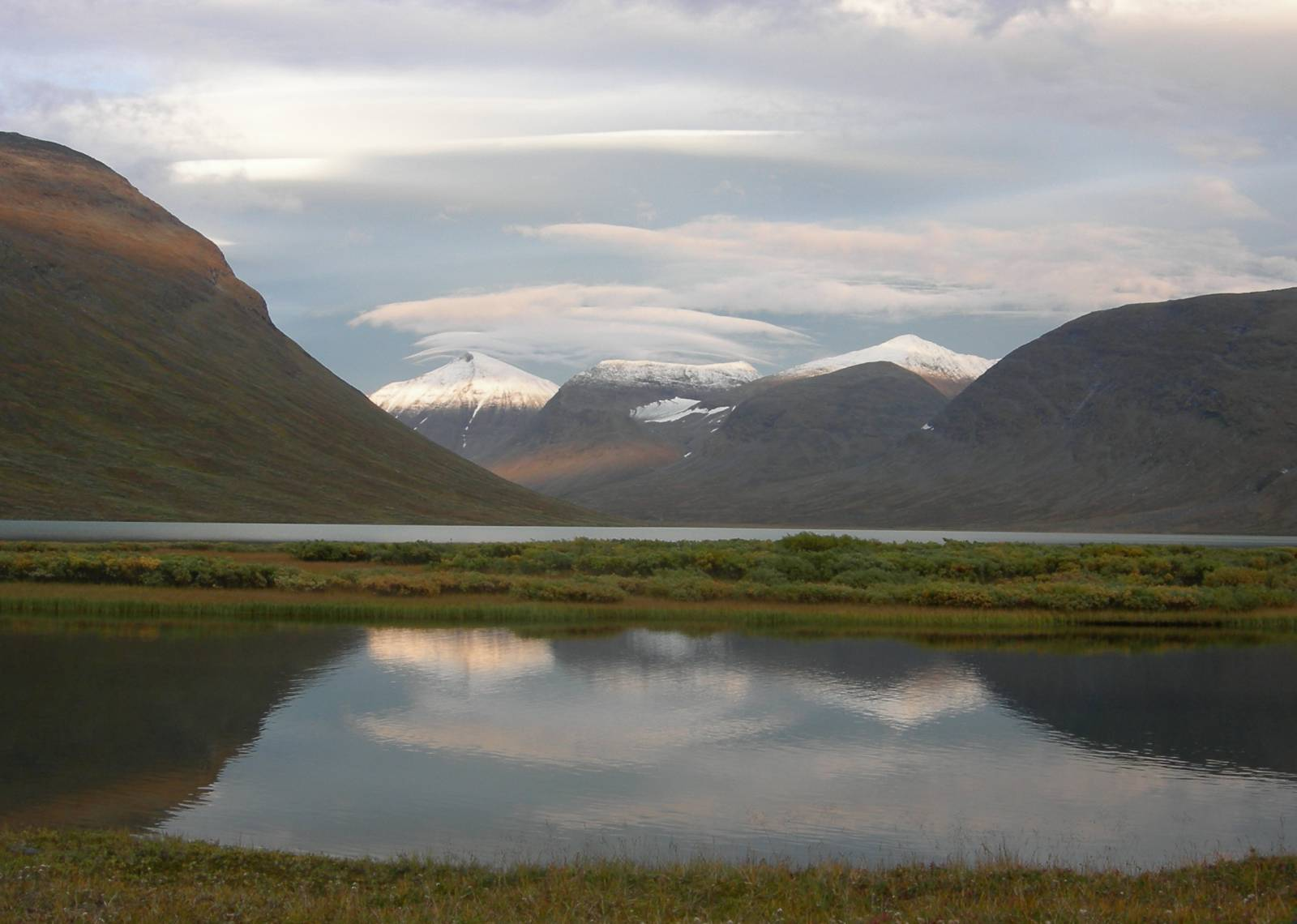
Озеро Алькаяуре